# Mesosemia naiadella
Mesosemia naiadella is een vlindersoort uit de familie van de prachtvlinders (Riodinidae), onderfamilie Riodininae.
Mesosemia naiadella werd in 1909 beschreven door Stichel.